# Јонатан Ериксон
Јонатан Ериксон (швед. Jonathan Ericsson; Карлскруна, 2. март 1984) професионални је шведски хокејаш на леду који игра на позицији одбрамбеног играча.
На улазном драфту НХЛ лиге који је 2002. одржан у Торонту, екипа Ред вингса из Детроита одабрала је Ериксона као 291. пика у деветој рунди. Ериксон је уједно био и последњи играч који је одабран на драфту те године. Пре него што је заиграо у НХЛ лиги, играо је за шведске тимове Виту Хестен у другој, и Седертеље у елитној СХЛ лиги. Прву утакмицу у НХЛ лиги одиграо је 22. фебруара 2008. против Калгари флејмса, док је први погодак постигао већ на наредној утакмици против Ојлерса играној 4 дана касније. Те и наредне сезоне паралелно је играо за Ред вингсе и њихову АХЛ филијалу Гранд Рапидс фалконсе.
Крајем новембра 2013. потписао је нови шестогодишњи уговор са клубом из Детроита вредан 25,5 милиона америчких долара.
Са репрезентацијом Шведске освојио је бронзану медаљу на светском првенству 2010. у Немачкој, те сребро на Зимским олимпијским играма 2014. у Сочију.
Његов старији брат Јими Ериксон такође је професионални шведски хокејаш.